# کپنهاگ

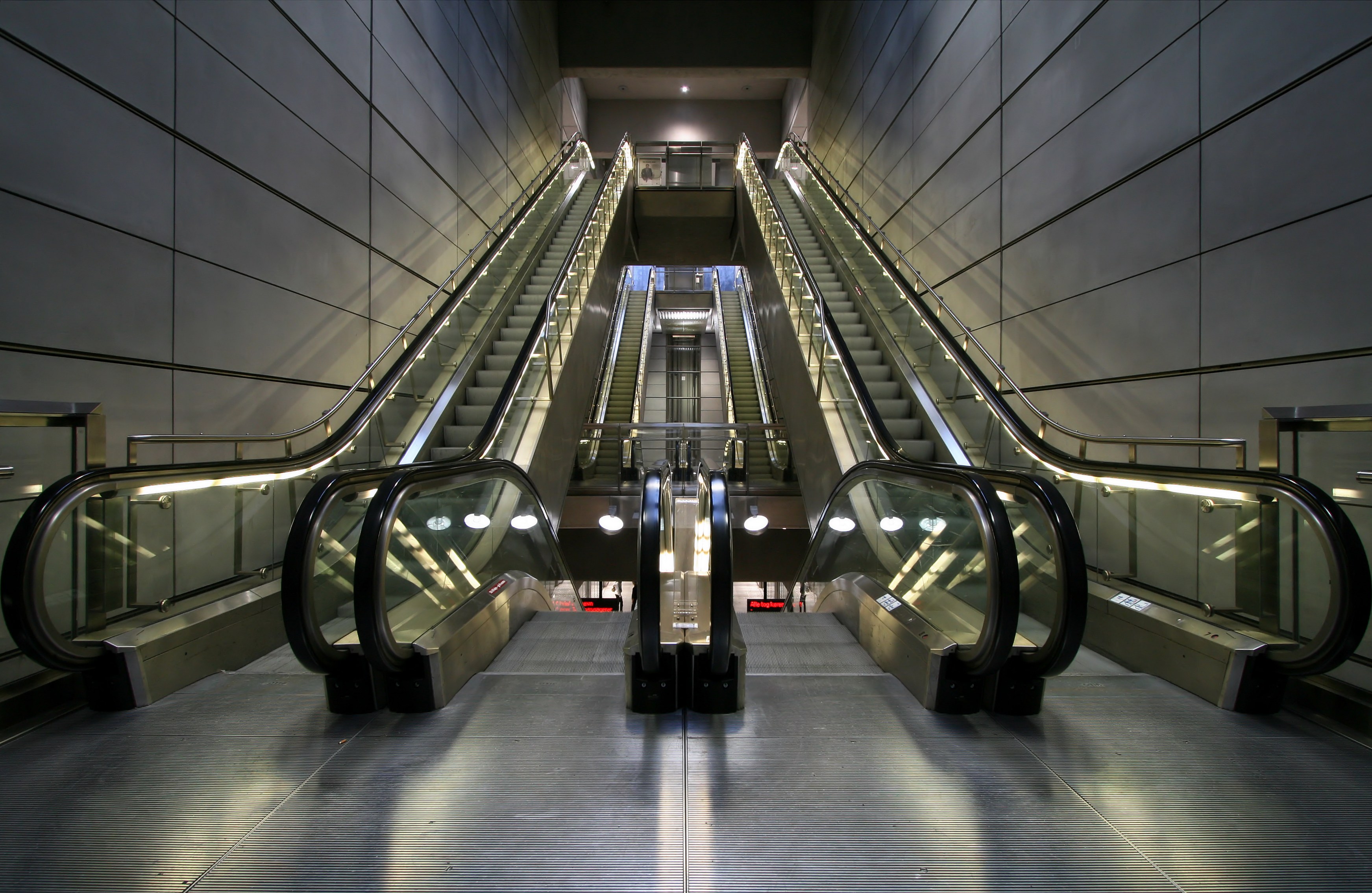
متروی کپنهاگ

نگاره‌ای از چند ساختمان مُشرف به ساحل غربی دریاچه سورتدام (دریاچه سورتدام) در کپنهاگ، دانمارک.

کُپِنهاگ (IPA: ‎/ˌkoʊpənˈheɪɡən/‎, IPA: ‎/ˈkuːpənhɑːɡən/‎; دانمارکی: København [kʰøb̥m̩ˈhɑʊ̯ˀn] ()) پایتخت کشور دانمارک است.
کارلزبرگ (چهارمین تولیدکننده آبجو در جهان)، نوونوردیسک (تولیدکننده دارو)، دانسکه بانک (بزرگترین بانک و بیمه دانمارک) و لوندبک (تولیدکننده دارو) همگی در این شهر مستقر هستند.

## حمل و نقل

### پیاده‌روی
کپنهاگ، یکی از بزرگترین شهرهای پیاده دنیاست. اگرچه این شهر با شاخصه‌های میراث تاریخی ویژه‌اش همچون یک شبکه خیابانی قرون وسطایی باریک اعتبار یافته‌است اما به صورت مداوم در جهت بهبود کیفیت زندگی خیابانی خود در حال فعالیت بوده‌است.
در ۴۰ سالی که خیابان اصلی کپنهاگ -استروگت به یک محدودهٔ کاملاً پیاده تبدیل شده‌است، برنامه‌ریزان شهری گام‌های کوچک بی‌شماری در جهت تغییر شکل شهر از یک مکان اتومبیل‌مدار به یک محیط شهروندگرا برداشته‌اند. فضاهای پیاده‌مدار مرکزی این شهر در طی یک برنامه ۴۰ساله از ابتدای دهه ۱۹۶۰ تا اواخر قرن گذشته به بیش از ۶ برابر افزایش یافته‌اند. همین اقدامات سبب شد که کپنهاگ به‌عنوان یکی از موفق‌ترین شهرهای پیادهٔ جهان در ژوئن سال ۲۰۰۴ پذیرای پنجمین کنفرانس بین‌المللی Walk 21 با شعائر شهرهایی برای مردم باشد.

### کاهش ترافیک
جهت ثابت نگه‌داشتن حجم ترافیک، مسئولان مدیریت شهری کپنهاگ، شمار اتومبیل‌ها را در مرکز شهر از طریق حذف فضاهای پارکینگ به میزان ۲–۳ درصد در سال کاهش دادند. بین سال‌های ۱۹۸۶ و ۱۹۹۶، شهر در حدود ۶۰۰ فضای پارکینگ را حذف کرد.

### مترو
متروی کپنهاگ در سال ۲۰۰۲ تأسیس شده و هم‌اکنون دارای ۲ خط و ۲۲ ایستگاه می‌باشد.

## گردشگری
از گردشگاه‌های اصلی این شهر می‌توان از استروگت (Strøget) نام برد که یک مرکز خرید به‌صورت خیابان‌های پیاده‌رو بسیار طولانی است. طولانی‌ترین Shopping Street در دنیا؛ که رکورد طولانی‌ترین CatWalk یا نمایش مد دنیا هم در همین خیابان شکسته شد.
«معروف‌ترین تندیس دانمارک» به نام پری دریایی، بر روی صخره‌ای در کنار ساحل کپنهاگ نصب شده‌است.

### منطقهٔ آزاد
در شهر کپنهاگ منطقهٔ آزادی وجود دارد به نام کریستیانیا (به دانمارکی: Christiania) که در واقع یک منطقهٔ خودگردان هیپی‌ها است که در آنجا ساختمان‌های قدیمی و جدید با معماری متفاوت وجود دارد و ساکنین آن جا نوعی زندگی اجتماعی اشتراکی بر پایه عدالت اجتماعی و احترام به محیط زیست دارند. مصرف و فروش مواد مخدر سبک از جمله حشیش و ماری جوانا در آنجا آزاد است، گرچه برای مصرف و فروش مواد مخدر سنگین‌تر مانند کوکائین، اکستازی، هروئین و غیره منع قانونی وجود دارد. بسیاری از تحلیلگران وجود این منطقه را نشانهٔ وجود دموکراسی آزاد در دانمارک می‌دانند. عکس‌برداری در این منطقه ممنوع است.

## جغرافیا
این شهر با ۱٬۹۳۵٬۷۴۶ (شهر و حومه در سرشماری ۱ آوریل ۲۰۱۲) نفر جمعیت بزرگ‌ترین شهر دانمارک نیز هست. نام این شهر از نام دانمارکیِ Køb-en-havn به‌معنی «بندرِ بازرگانی» گرفته شده‌است.

### آب و هوا
| داده‌های اقلیم کپنهاگ (۱۹۶۱–۱۹۹۰)       | داده‌های اقلیم کپنهاگ (۱۹۶۱–۱۹۹۰) | داده‌های اقلیم کپنهاگ (۱۹۶۱–۱۹۹۰) | داده‌های اقلیم کپنهاگ (۱۹۶۱–۱۹۹۰) | داده‌های اقلیم کپنهاگ (۱۹۶۱–۱۹۹۰) | داده‌های اقلیم کپنهاگ (۱۹۶۱–۱۹۹۰) | داده‌های اقلیم کپنهاگ (۱۹۶۱–۱۹۹۰) | داده‌های اقلیم کپنهاگ (۱۹۶۱–۱۹۹۰) | داده‌های اقلیم کپنهاگ (۱۹۶۱–۱۹۹۰) | داده‌های اقلیم کپنهاگ (۱۹۶۱–۱۹۹۰) | داده‌های اقلیم کپنهاگ (۱۹۶۱–۱۹۹۰) | داده‌های اقلیم کپنهاگ (۱۹۶۱–۱۹۹۰) | داده‌های اقلیم کپنهاگ (۱۹۶۱–۱۹۹۰) | داده‌های اقلیم کپنهاگ (۱۹۶۱–۱۹۹۰) |
| ماه                                    | ژانویه                           | فوریه                            | مارس                             | آوریل                            | مه                               | ژوئن                             | ژوئیه                            | اوت                              | سپتامبر                          | اکتبر                            | نوامبر                           | دسامبر                           | سال                              |
| -------------------------------------- | -------------------------------- | -------------------------------- | -------------------------------- | -------------------------------- | -------------------------------- | -------------------------------- | -------------------------------- | -------------------------------- | -------------------------------- | -------------------------------- | -------------------------------- | -------------------------------- | -------------------------------- |
| میانگین بیش‌ترین °C (°F)                | ۱٫۹ (۳۵)                         | ۲٫۰ (۳۶)                         | ۴٫۸ (۴۱)                         | ۹٫۵ (۴۹)                         | ۱۵٫۰ (۵۹)                        | ۱۹٫۲ (۶۷)                        | ۲۰٫۴ (۶۹)                        | ۲۰٫۳ (۶۹)                        | ۱۶٫۷ (۶۲)                        | ۱۲٫۱ (۵۴)                        | ۷٫۱ (۴۵)                         | ۳٫۷ (۳۹)                         | ۱۱٫۱ (۵۲)                        |
| میانگین روزانه °C (°F)                 | ۰٫۱ (۳۲)                         | −۰٫۱ (۳۲)                        | ۲٫۰ (۳۶)                         | ۵٫۷ (۴۲)                         | ۱۰٫۹ (۵۲)                        | ۱۵٫۱ (۵۹)                        | ۱۶٫۴ (۶۲)                        | ۱۶٫۳ (۶۱)                        | ۱۳٫۲ (۵۶)                        | ۹٫۵ (۴۹)                         | ۵٫۱ (۴۱)                         | ۱٫۸ (۳۵)                         | ۸٫۰ (۴۶)                         |
| میانگین کم‌ترین °C (°F)                 | −۲٫۰ (۲۸)                        | −۲٫۴ (۲۸)                        | −۰٫۶ (۳۱)                        | ۲٫۳ (۳۶)                         | ۷٫۲ (۴۵)                         | ۱۱٫۳ (۵۲)                        | ۱۲٫۹ (۵۵)                        | ۱۲٫۶ (۵۵)                        | ۹٫۸ (۵۰)                         | ۶٫۷ (۴۴)                         | ۲٫۷ (۳۷)                         | −۰٫۵ (۳۱)                        | ۵٫۰ (۴۱)                         |
| بارندگی میلی‌متر (اینچ)                 | ۴۶ (۱٫۸۱)                        | ۳۰ (۱٫۱۸)                        | ۳۹ (۱٫۵۴)                        | ۳۹ (۱٫۵۴)                        | ۴۲ (۱٫۶۵)                        | ۵۲ (۲٫۰۵)                        | ۶۸ (۲٫۶۸)                        | ۶۴ (۲٫۵۲)                        | ۶۰ (۲٫۳۶)                        | ۵۶ (۲٫۲)                         | ۶۱ (۲٫۴)                         | ۵۶ (۲٫۲)                         | ۶۱۳ (۲۴٫۱۳)                      |
| میانگین روزهای بارانی (≥ ۱mm)          | ۱۰                               | ۸                                | ۹                                | ۸                                | ۸                                | ۸                                | ۱۰                               | ۱۰                               | ۱۰                               | ۹                                | ۱۲                               | ۱۱                               | ۱۱۳                              |
| میانگین روزانه ساعت‌های تابش آفتاب      | ۴۵                               | ۶۷                               | ۱۱۰                              | ۱۶۸                              | ۲۱۷                              | ۲۱۸                              | ۲۰۲                              | ۱۹۳                              | ۱۳۳                              | ۹۰                               | ۵۵                               | ۴۲                               | ۱٬۵۳۹                            |
| منبع: Danmarks Meteorologiske Institut |                                  |                                  |                                  |                                  |                                  |                                  |                                  |                                  |                                  |                                  |                                  |                                  |                                  |